# Hottentots Holland
La catena montuosa del Hottentots Holland fa parte della Cintura di pieghe del Capo ed è situata nella provincia del Capo Occidentale nel Sudafrica. La catena montuosa forma una barriera tra la zona metropolitana della Città del Capo e la costa meridionale dell'Overberg. 

## Descrizione
a catena montuosa e primariamente composta dalla pietra arenaria dei Montagne della Tavola, ed è molto impressionante vederla da Somerset West e dalla Gordon's Bay. La attraversa la strada N2 motorway al Passo di Sir Lowry. La diga di Steenbras è ubicata nella parte meridionale della catena montuosa e rifornisce d'acqua potabile la Città del Capo, questo è 
dovuto alle abbondanti piogge negli altopiani della Granbouw Valley situata nei pendii orientali della catena montuosa.
Questa era la prima catena montuosa che i coloni olandesi, scacciati dagli inglesi, dell'allora Città del Capo, chiamata Colonia del Capo, dovettero attraversare nel 1835 all'inizio del Grande Trek. Alcuni segni delle ruote dei carri trainati dai buoi sono ancora visibili nei pressi del Passo di montagna di Sir Lowry. Questo itinerario è la strada
che i viaggiatori della Città del Capo intraprendono per arrivare alla costa orientale del Sudafrica.
Il clima è tipicamente Mediterraneo, ma in generale è molto più freddo è la vegetazione è molto più rigogliosa che in altre zone del Capo Occidentale, con le precipitazioni annue che vanno oltre i 1500 mm e le temperature massime estive che di solito non superano i 25 °C. Non è raro vedere innevate le cime più alte della catena montuosa: il Verkykerkop, il Somerset Sneeukop (alto 1590 m) e Il Tripletto nella parte settentrionale della catena montuosa. Questa zona insieme ad altre catene montuose situate verso sud sono il fulcro della Regione floristica del Capo caratterizzata da grande biodiversità nell'intero bioma fynbos.
Le pianure circostanti la catena montuosa del Hottentots Holland sono ricche di terreno alluvionale a favore della viticoltura e altre coltivazioni di frutta decidua.